# Vauxhall Victor
Vauxhall Victor — большой семейный автомобиль, выпускавшийся компанией Vauxhall с 1957 по 1976 год. Victor был представлен на замену предыдущей модели Wyvern. В 1976 году он был переименован в Vauxhall VX Series, и его производство продолжалось до 1978 года, к тому времени он значительно вырос и рассматривался, по крайней мере, на внутреннем рынке, как семейный автомобиль больше среднего.
Последний Victor, Victor FE, также производился по лицензии Hindustan Motors в Индии под названием Hindustan Contessa в 1980-х и начале 2000-х годов с двигателем Isuzu.
Victor на короткое время стал самым экспортируемым автомобилем в Великобритании, с продажами на таких рынках, как Соединенные Штаты (продавался дилерами Pontiac, поскольку Vauxhall был частью GM с 1925 года), Канада, Австралия, Новая Зеландия, Южная Африка, и азиатские рынки с правым рулем, такие как Цейлон (ныне Шри-Ланка), Индия, Пакистан, Малайзия, Таиланд и Сингапур.
В Канаде он продавался как Vauxhall Victor (продавался через дилерские центры Pontiac/Buick) и как Envoy (через дилеров Chevrolet/Oldsmobile). Victor также сыграл важную роль в создании Vauxhall своего первого универсала собственной разработки, который дополнял четырехдверный седан.
Во время производства выпускались более роскошные версии как Ventora, VX4/90, а затем как серия VX.

## История

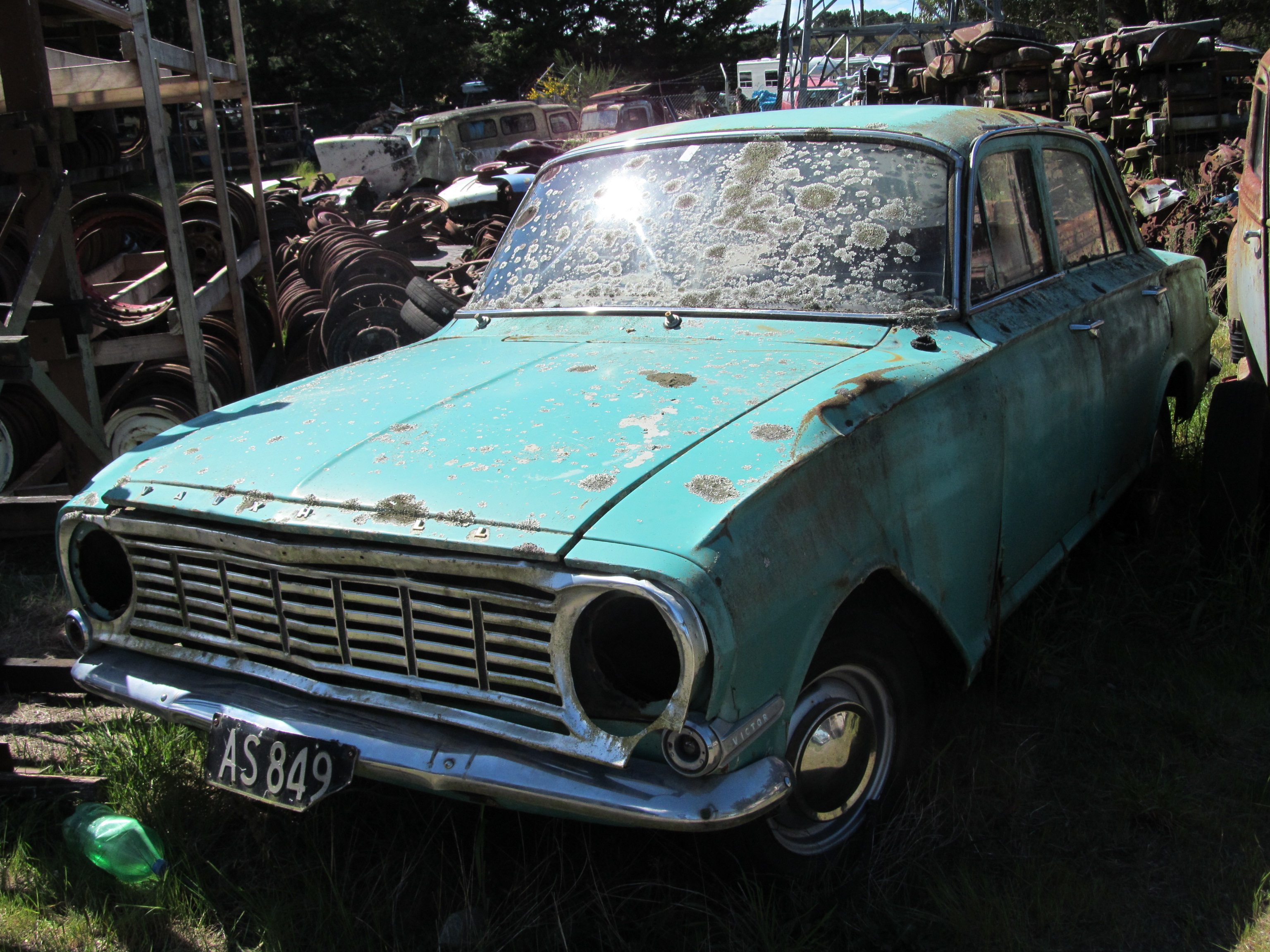
1962 Vauxhall Victor с проржавевшим капотом и без передних фар

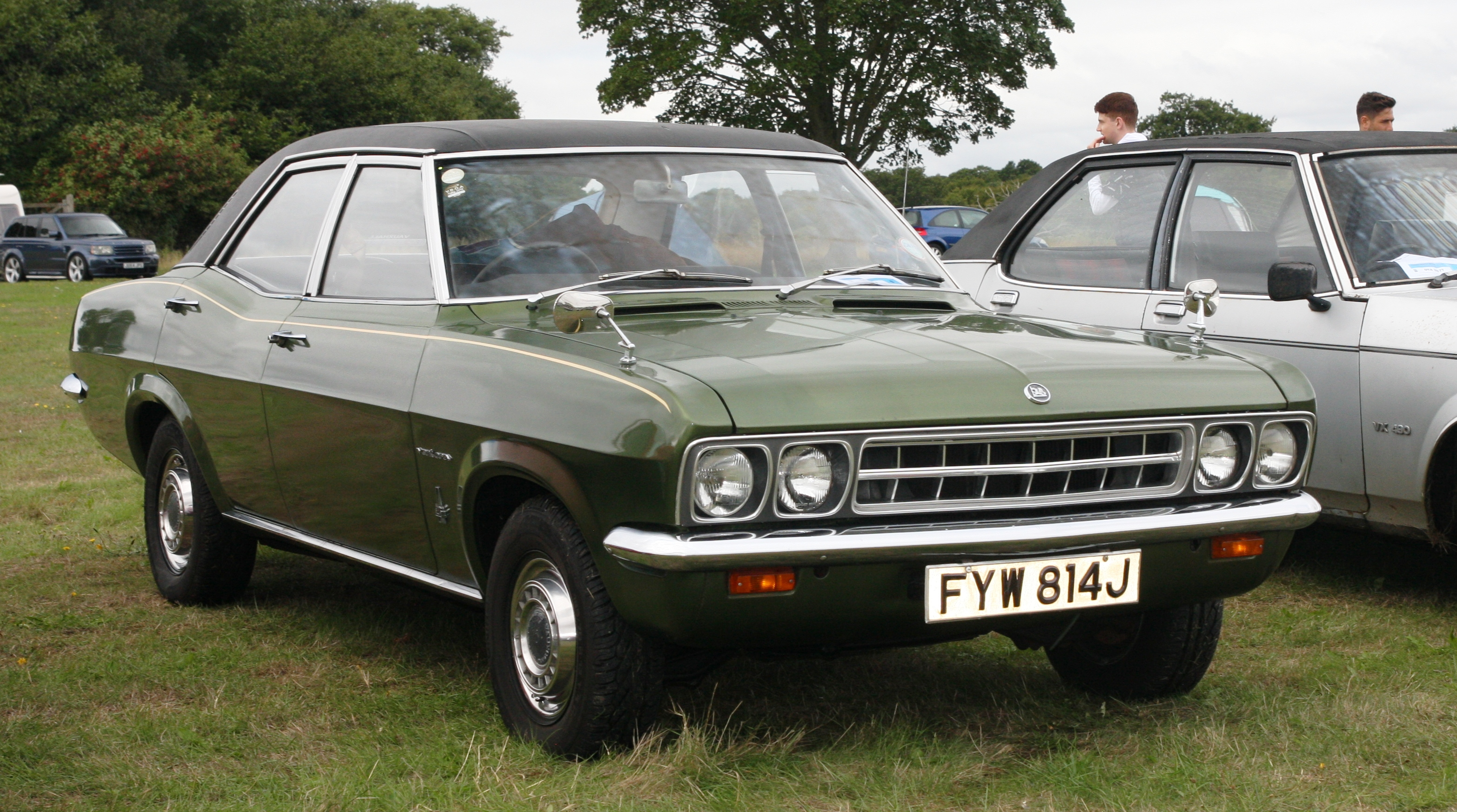
1971 Vauxhall Ventora FD

Оригинальный Victor, выпущенный 28 февраля 1957 года, имел код серии F: было произведено более 390 000 единиц. Автомобиль имел цельную конструкцию и отличался большой площадью остекления с сильно изогнутыми лобовым и задним стеклами. Следуя тогдашним тенденциям американского стиля, стойки ветрового стекла (передние стойки) были наклонены вперед. Фактически, стиль кузова был заимствован непосредственно у классического Chevrolet Bel Air 55-го года выпуска, хотя это не очевидно, если не рассматривать две машины рядом. Передние и задние многоместные сиденья были отделаны вискозой и эластофабом, а двухцветная внутренняя отделка была стандартной. Модель Super имела дополнительную хромированную отделку, особенно вокруг окон.
Вариант универсал был запущен в 1958 году. После рестайлинга, как Series 2, автомобиль потерял все детали стиля Chevy 55-го года, а каплевидные каннелюры Vauxhall были заменены одной хромированной боковой полосой, идущей от носа к хвосту. Скульптурные наконечники заднего бампера в форме «иллюминатора», сильно проржавевшие из-за остатков выхлопных газов, были заменены простыми прямыми. Старые наконечники бамперов в течение многих лет продолжали использоваться на различных автобусах и фургонах с мороженым.
Вариант универсал был запущен в 1958 году. После рестайлинга, как Series 2, автомобиль потерял все детали стиля Chevy 55-го года, а каплевидные каннелюры Vauxhall были заменены одной хромированной боковой полосой, идущей от носа к хвосту. Скульптурные наконечники заднего бампера в форме «иллюминатора», сильно проржавевшие из-за остатков выхлопных газов, были заменены простыми прямыми. Старые наконечники бамперов в течение многих лет продолжали использоваться на различных автобусах и фургонах с мороженым.
FB с более чистым стилем, анонсированный 14 сентября 1960 года, работал до 1964 года со значительным улучшением защиты от ржавчины. Он широко экспортировался, хотя продажи в США прекратились после 1961 года, когда Pontiac, Oldsmobile и Buick представили собственные компактные модели собственного производства на совершенно новой платформе GM «Y» (Северная Америка). Следовательно, к моменту замены FB в 1964 году было продано всего 328 000 автомобилей. Стиль кузова не имел ничего общего с влиянием американской GM: плоская передняя часть и задняя часть с черепаховым покрытием напоминали некоторые старые американские Ford.
FC (1963–67) был первым Vauxhall, в котором использовались изогнутые боковые стекла, что позволяло увеличить внутреннюю ширину: производная Estate была отмечена как особенно вместительная для своего класса. Тем не менее, публика в то время расценила это как качественное понижение после красиво оформленного, консервативного FB. В качестве контрмеры FC Victor продавался как Victor 101, название возникло из-за утверждения, что по сравнению с FB было «101 улучшение». Предлагались скамьи или отдельные передние сиденья с трехступенчатой коробкой передач с переключением на стойку или опциональным четырехступенчатым переключением пола. Также была доступна двухступенчатая автоматическая коробка передач Powerglide. Еще одна особенность США заключалась в том, что дополнительное радио было встроено в яркую металлическую отделку приборной панели. Инновационным стилем, который четыре года спустя был принят в Audi 100, стало включение боковых и контрольных ламп в передний бампер, что было обычной практикой в США в течение многих лет. Скульптурные бамперы впервые в Великобритании прилегали к стилю кузова. Общий вид автомобиля был уникальным для GM: его плоские стороны были обведены яркими накладками на швы, включающими дверные ручки. Это, с решеткой во всю ширину, включающей фары, больше напоминало Lincoln Continental.
FD (1967–72) был выпущен в то время, когда Великобритания переживала валютный кризис, а также все более воинственные трудовые отношения, что привело к росту цен и снижению качества. FD Victor был вдохновлен современным стилем «бутылки из-под кока-колы», пришедшим из Детройта, США, за пять лет до Ford Cortina MK III. Оснащенный совершенно новыми двигателями объемом 1599 куб. см и 1975 куб. см, которые были первыми серийно производимыми в Великобритании двигателями с ременным приводом и верхним распределительным валом, Slant Four был продвинутым для своего времени и области применения. Автомобиль также имел вклеенное лобовое стекло, первое для серийного автомобиля. Конструкция подвески автомобиля была более сложной, чем у большинства других британских серийных автомобилей того времени, с ведущей осью, расположенной на продольных рычагах и тяге Панара и подрессоренной винтовыми пружинами вместо традиционных листовых рессор, и передняя часть с двойным поперечным рычагом. подвеска в сборе. Впервые FD Victor был показан на Британском автосалоне в октябре 1967 года.
Последним из Victors, спущенным на воду в марте 1972 г., был FE (1972–76). В рекламе журналов и газет использовался маркетинговый слоган «НОВЫЙ ПОБЕДИТЕЛЬ - трансконтинентальные». Автомобиль казался значительно больше своего предшественника, но на самом деле был не шире и всего на 2 дюйма (5 см) длиннее, причем большая часть дополнительной длины приходилась на большие бамперы. Тем не менее, более высокий салон и улучшенная комплектация позволили производителю похвастаться увеличенным на 1,5 дюйма (38 мм) пространством для ног спереди и не менее чем на 4 дюйма (100 мм) дополнительным пространством для ног сзади, практически без потери багажника. /вместимость багажника. Полезное увеличение высоты кабины и ширины салона на уровне плеч также было достигнуто за счет использования боковых панелей и окон различной формы. У Victor Deluxes изначально было многоместное сиденье впереди; в 1973 году они были заменены ковшеобразными сиденьями, а стояночный тормоз был перемещен в обычное положение на полу между ними.
Большинство британских автомобилей этого класса имели механическую коробку передач, а FE Vauxhall с опозданием стал соответствовать своему основному британскому конкуренту, включив в качестве стандартного оборудования четырехступенчатую коробку передач, доступную только за дополнительную плату на старом Victor FD.
Новый Victor разделял днище и базовую архитектуру кузова с Opel Rekord D (поэтому две машины внешне похожи), но все внешние панели были уникальными для Victor и, следовательно, не взаимозаменяемы с Rekord. В автомобиле использовались силовые агрегаты Vauxhall, собственная подвеска и реечное рулевое управление, в отличие от рециркуляционного шарового узла Rekord. Передняя часть включала в себя усовершенствованную на тот момент деталь: тонкий бампер делил решетку пополам, а треть решетки и габаритные огни (на моделях с четырьмя фарами) находились ниже линии бампера.
Поскольку Victor принадлежал к сегменту больших семейных автомобилей, он не был заменен напрямую, поскольку будущий Vauxhall Cavalier был несколько меньше, но, тем не менее, его производные Ventora и VX4 / 90 будут заменены Vauxhall VX, автомобилем, который также заменит Vauxhall Cresta и Viscount, предыдущие флагманы линейки Vauxhall.

## Серия Vauxhall VX
В начале 1976 года относительно крупный Vauxhall Victor объемом 1800 куб. оставил основной Виктор, выглядящий смущающе заниженным. Чтобы попытаться продвинуть Victor на более высокий рынок, Vauxhall модернизировал уровень отделки салона базового Victor 1800 cc, чтобы он соответствовал уровню версии 2300 cc, с улучшениями, которые включали тканевую отделку сидений, новый осветленный приборный дисплей, украшенный имитация дерева, а также новая центральная консоль. и сигнальная лампа ремня безопасности по всему диапазону. Под капотом / капотом были произведены различные модернизации двигателя объемом 1800 куб. См, который теперь предлагал мощность 88 л.с. (66 кВт; 89 л.с.) вместо заявленных ранее 77 л.с. (57 кВт; 78 л.с.). Изменения повлекли за собой снижение веса. , но производительность, тем не менее, была значительно улучшена: максимальная скорость увеличилась с 89 миль в час (143 км / ч) до 100 миль в час (161 км / ч). Чтобы привлечь внимание к изменениям, Vauxhall также отказался от названий моделей Victor и VX 4/90, а в январе 1976 года модельный ряд был переименован в Vauxhall VX. Снаружи серия VX отличается упрощенной решеткой радиатора и измененными фарами.
После закрытия Vauxhall Cresta более трех лет назад только Ventora использовала старый шестицилиндровый двигатель Vauxhall: но теперь четырехцилиндровый VX 2300 GLS заменил шестицилиндровый FE Ventora в качестве флагмана Vauxhall. VX2300 GLS был оснащен четырьмя квадратными галогенными фарами, велюровой обивкой, тонированными стеклами и гидроусилителем руля.

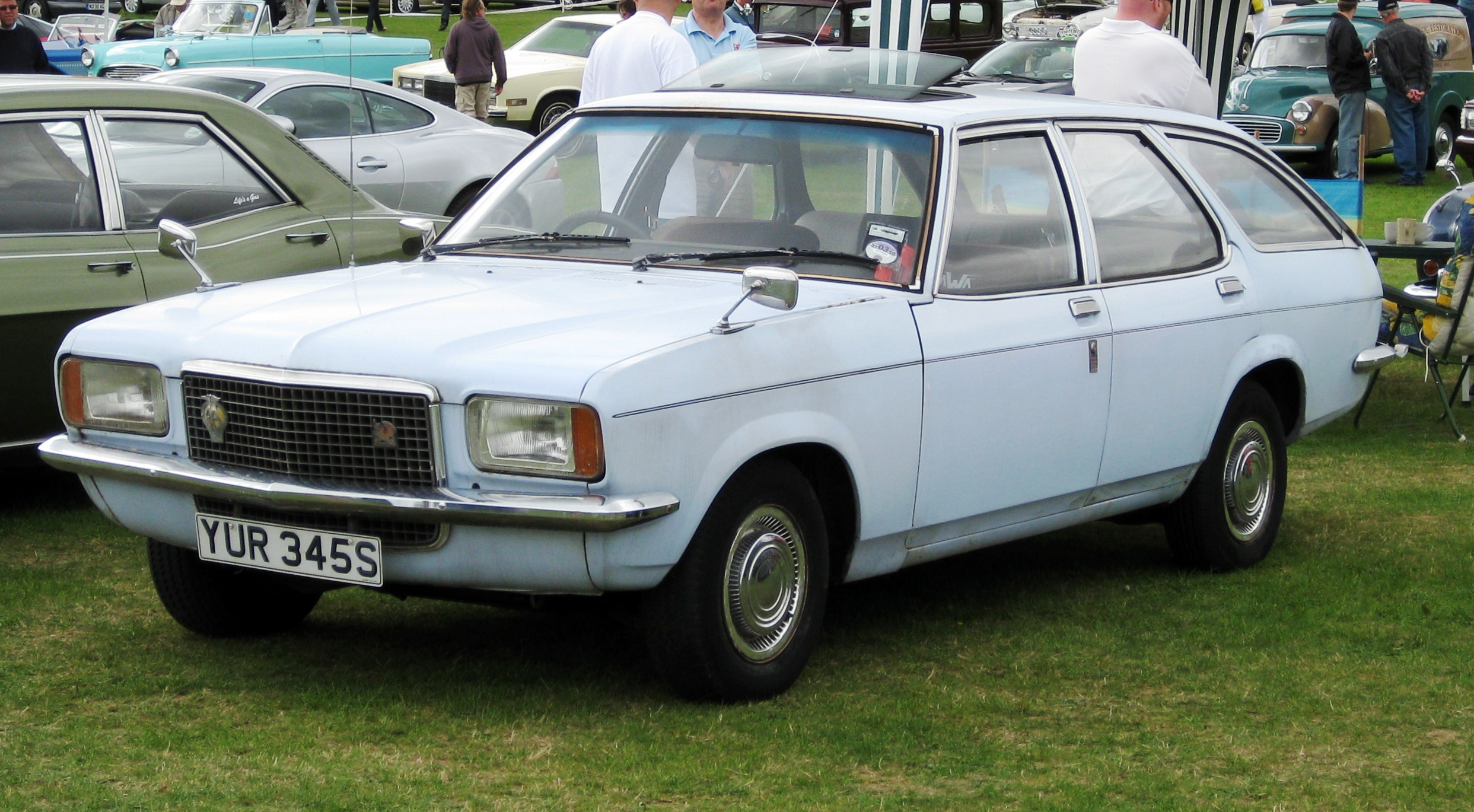
Универсал Vauxhall VX2300

В марте 1977 года был повторно представлен более спортивный VX 4/90, теперь основанный на VX (ранее Victor FE), с 5-ступенчатой коробкой передач Getrag с близким передаточным числом и первой передачей с изгибом (также используется в модели VX 2300 GLS). , первоначально только для экспортных рынков континентальной Европы.
Его заменил Vauxhall Carlton в 1978 году, а оснастка Vauxhall Victor была продана в Индии компании Hindustan Motors, где он производился до 2000-х годов с двигателем Isuzu.